# Sweet Child
«Sweet Child» es una canción del cantante estadounidense Johnny Mathis, publicada el 21 de septiembre de 1973 como la octava canción de su álbum I'm Coming Home. Más tarde, la canción fue publicada el 29 de abril de 1974 como el tercer sencillo del álbum.

## Composición
«Sweet Child» fue compuesta por Thom Bell y Linda Creed. La canción incluye toques de marimba, güiro y flauta que complementó la trama romántica de Creed. Christian John Wikane, crítico de PopMatters, describió la canción como “uno de los momentos más irresistiblemente melodiosos del álbum”.

## Grabación
«Sweet Child» fue grabada el 23 de mayo de 1973 en Sigma Sound Studios, en Filadelfia, Pensilvania. La canción se grabó el mismo día que «I'd Rather Be Here with You», «Foolish» y «A Baby's Born».

## Recepción de la crítica
Un escritor no especificado de la revista Cash Box declaró: “Johnny vuelve a hacer magia con una melodía escrita por Thom Bell y Linda Creed y, por el sonido de las cosas aquí, esta bien podría ser su más importante en años. Como de costumbre, la magia vocal de Mathis aporta el tierno arreglo que lo hace perfecto tanto para el mercado pop como para MOR. Tan dulce como siempre, Johnny debería sumar puntos aquí”.

## Lista de canciones
- Columbia – 4-46048 – 7-inch single[4]

1. «Sweet Child» – 4:03
2. «I'm Stone in Love with You» – 3:30

## Posicionamiento
| Gráfica (1974)                            | Pico de posición |
| ----------------------------------------- | ---------------- |
| Estados Unidos (Billboard Easy Listening) | 35               |

## Otras versiones
- La canción fue versionada por el músico estadounidense Freddie McGregor en su álbum I Am Ready (1982).[2]